# شلال كيغون
شلال كيغون (باليابانية: 華厳滝) هو أحد أشهر الشلالات في اليابان، ويقع في مدينة نيكو بمحافظة توتشيغي. يتدفق الشلال من بحيرة تشوزنجي عبر نهر دايا، ويبلغ ارتفاعه حوالي 97 مترًا.

## الوصف
يتكون شلال كيغون من مسقط رئيسي يبلغ ارتفاعه 97 مترًا، بالإضافة إلى 12 مسقطًا ثانويًا يتدفق من بين الصخور المجاورة، خصوصًا خلال موسم ذوبان الثلوج أو فترات الأمطار الغزيرة.

## الجغرافيا
يقع الشلال عند مخرج بحيرة تشوزنجي، وهي بحيرة بركانية تشكلت نتيجة انفجار بركاني لجبل نانتاي. وتصب مياه البحيرة في نهر دايا، الذي يسقط من الجرف مكونًا شلال كيغون، أحد أبرز المعالم الطبيعية في منطقة نيكو الجبلية.

## السياحة
يُعد شلال كيغون وجهة سياحية شهيرة، خصوصًا في فصل الخريف، حيث تتغير ألوان أوراق الأشجار المحيطة وتضفي مشهدًا خلابًا. تم بناء مصعد خاص ينقل الزوار إلى منصة عرض قريبة من قاعدة الشلال لمشاهدته من الأسفل.
وقد صنّف الشلال ضمن أفضل ثلاثة شلالات في اليابان إلى جانب شلالي ناتشينوتاكي وفوكيورا.

## المأساة الأدبية
في عام 1903، ارتبط شلال كيغون بقصة مأساوية شهيرة عندما انتحر طالب يُدعى ميسيما كاتسوزو بإلقاء نفسه من أعلى الشلال. وقد ترك رسالة طويلة فلسفية تُعرف بـ"وصية ميسيما"، أثّرت في جيل كامل من الشباب الياباني، واعتُبر الشلال منذ ذلك الحين رمزًا لبعض مشاعر اليأس لدى الشباب في اليابان، رغم شهرته الطبيعية.